# Sogni di donna
Sogni di donna (Kvinnodröm) è un film del 1955 diretto da Ingmar Bergman.

## Trama
Susanne è la direttrice di un atelier, ed è innamorata di un uomo sposato, Henrik. Per vederlo va con la sua amica Doris, reduce da un litigio con il fidanzato, nella città dove abita Henrik. Arrivata in città Susanne gli telefona e i due fissano un incontro in un albergo. Dopo una iniziale freddezza, i due amanti si ritrovano e decidono di fare un viaggio insieme, ma la moglie di Henrik, che ha scoperto il tradimento, convince il marito a ritornare a casa: Susanne rimane profondamente addolorata.
Nel frattempo Doris incontra per la strada un anziano signore che, dopo averle regalato vestiti e gioielli, la conduce a casa sua dove vive con la figlia, una donna corrotta e cinica, con la quale Doris ha un'accesa discussione. Doris se ne va da quella casa e il giorno seguente si riconcilia con il fidanzato.

## Critica
È stato scritto che questo film non aggiungerebbe molto al mondo poetico bergmaniano. D'altra parte Georges Sadoul giudicando questo film «minore» molto attraente e integrato alle commedie dello stesso regista  tutt'altro che d'evasione, riporta un giudizio di Jean Béranger che scrive dell'interessante sviluppo del film in cui «si compongono  in un equilibrio conciso la crudeltà delle speranze deluse e una certa serenità, fondata sulla saggezza».